# Klemens Schönheiter
Klemens Schönheiter (* 1873 in Neukolonie, Wolga-Gebiet, Russisches Kaiserreich; † 1. August 1938 in Jaroslawl, Sowjetunion) war ein russlanddeutscher römisch-katholischer Geistlicher und Märtyrer.

## Leben
Klemens Schönheiter wuchs im Bistum Tiraspol auf. Er studierte Theologie im Priesterseminar Saratow und wurde 1897 zum Priester geweiht. Die Stationen seines Wirkens waren: Hildmann, 1899 Pfarradministrator, dann Pfarrer in Göbel/Ust-Grjasnucha. 1925 wurde er verhaftet, angeklagt und freigesprochen. Am 2. Februar 1930 wurde er erneut verhaftet, am 6. Juni 1931 zu 3 Jahren KZ verurteilt, in Jaroslawl in Einzelhaft isoliert, für 5 Jahre nach Sibirien verbannt, am 19. Februar 1938 zum Tode verurteilt und Anfang August erschossen.

## Gedenken
Die Römisch-katholische Kirche in Deutschland nahm Pfarrer Klemens Schönheiter als Märtyrer in das deutsche Martyrologium des 20. Jahrhunderts auf.